# Madame Drouin
Pour les articles homonymes, voir Gaultier et Drouin.
Françoise Marie Jeanne Élisabeth Gaultier, dite Madame Drouin, est une actrice française née le 25 septembre 1720 à Rouen et décédée le 2 août 1803 à Verrières-le-Buisson.

## Biographie
Françoise Marie Jeanne Élisabeth Gaultier naît le 25 septembre 1720 à Rouen. Elle est la fille de Pierre Gaultier, directeur de l'Académie royale de musique de Rouen, et de son épouse, Marie Jeanne Larivoire. 
Elle débute à la Comédie-Française en 1742. 
Sociétaire de la Comédie-Française en 1742. 
Elle épouse 1° en 1744, dans la paroisse de Sainte Croix en la Cité, Charles Martel ; 2° en 1751, Jean Jacques François Drouin. 
Retraitée en 1780.
Elle meurt le 14 thermidor an XI (2 août 1803) à Verrières-le-Buisson.

## Quelques rôles
(Source : Base La Grange, site de la Comédie-Française)
- 1742 : Le Cid de Pierre Corneille : Chimène
- 1765 : Le Tuteur dupé de Jean-François Cailhava de L'Estandoux : Mme Argante
- 1765 : Le Philosophe sans le savoir de Michel-Jean Sedaine : La marquise
- 1766 : Nanine de Voltaire : La marquise d'Olban
- 1766 : Phèdre de Jean Racine : Oenone
- 1766 : Le Baron d'Albikrac de Thomas Corneille : La tante
- 1773 : La Partie de chasse de Henri IV de Charles Collé : Margot
- L'Avare de Molière : Frosine
- Le Bourgeois gentilhomme de Molière : Mme Jourdain
- Le Chevalier à la mode de Dancourt : La baronne
- La Comtesse d'Escarbagnas de Molière : La comtesse d'Escarbagnas
- Crispin rival de son maître d'Alain-René Lesage : Mme Oronte
- Les Femmes savantes de Molière : Bélise
- Le Festin de pierre de Thomas Corneille d'après Molière : Thérèse
- Le Florentin de Jean de La Fontaine : Agathe
- George Dandin de Molière : Mme de Sottenville
- Le Joueur de Jean-François Regnard : La comtesse
- Le Légataire universel de Jean-François Regnard : Mme Argante
- Le Malade imaginaire de Molière : Béline
- Le Misanthrope de Molière : Arsinoé
- Tartuffe de Molière : Mme Pernelle
- Turcaret ou le Financier d'Alain-René Lesage : Mme Turcaret